# جيري بيك
جيري بيك (بالإنجليزية: Jerry Beck)‏ هو مدون ومؤرخ وكاتب أمريكي، ولد في 9 فبراير 1955 في نيويورك في الولايات المتحدة.

## وصلات خارجية
- جيري بيك على موقع IMDb (الإنجليزية)
- جيري بيك على موقع قاعدة بيانات الفيلم (الإنجليزية)